# Titularbistum Tenedus
Tenedus  (ital.: Tenedo) ist ein Titularbistum der römisch-katholischen Kirche. 
Es geht zurück auf ein früheres Bistum auf der Insel Bozcaada in der Nordost-Ägäis bzw. im Thrakischen Meer, die zu der römischen Provinz Asia bzw. in der Spätantike Insulae gehörte. Das Bistum gehörte der Kirchenprovinz Mytilini an.
| Titularbischöfe von Tenedus |                                                                       | |                   |                  |
| Nr.                         | Name                                                                  | Amt | von               | bis              |
| 1                           | Giovanni Giacomo della Bona                                           | Weihbischof in Salzburg (Österreich-Ungarn)                                                                                                   | 4. Mai 1874       | 27. Februar 1880 |
| 2                           | Jean-Joseph Fenouil MEP                                               | Apostolischer Vikar von Yunnan (Kaiserreich China)                                                                                            | 29. Juli 1881     | 10. Januar 1907  |
| 3                           | Eugenio Cano                                                          | emeritierter Bischof von Bosa (Königreich Italien)                                                                                            | 15. April 1907    |                  |
| 4                           | Evangelista Latino Enrico Vanni OFMCap Titularerzbischof pro hac vice | 15. April 1916–1925 Apostolischer Vikar von Arabien (Arabische Halbinsel) 1930–21. August 1937 Koadjutorerzbischof von Agra (Britisch-Indien) | 15. April 1916    | 21. August 1937  |
| 5                           | Etienne Bornet                                                        | Weihbischof in Lyon-Vienne (Frankreich) | 16. Dezember 1937 | 4. Juni 1958     |
| 6                           | Pedro Reginaldo Lira                                                  | Weihbischof in Salta (Argentinien) | 16. Juli 1958     | 12. Juni 1961    |
| 7                           | Giovanni Canestri                                                     | Weihbischof in Rom (Italien und Vatikanstadt)                                                                                                 | 8. Juli 1961      | 7. Januar 1971   |